# ATP-toernooi van Brisbane Indoor
Het ATP-toernooi van Brisbane Indoor (ook bekend onder de naam Queensland Open) was een tennistoernooi van de ATP-Tour dat tussen 1987 en 1992 plaatsvond op indoor hardcourtbanen. 

## Finales

### Enkelspel
| Jaar | Winnaar         | Finalist         | Score         |
| ---- | --------------- | ---------------- | ------------- |
| 1992 | Guillaume Raoux | Kenneth Carlsen  | 6-4, 7-6(10)  |
| 1991 | Gianluca Pozzi  | Aaron Krickstein | 6-3, 7-6(4)   |
| 1990 | Brad Gilbert    | Aaron Krickstein | 6-3, 6-1      |
| 1989 | Nicklas Kroon   | Mark Woodforde   | 4-6, 6-2, 6-4 |
| 1988 | Tim Mayotte     | Martin Davis     | 6-4, 6-4      |
| 1987 | Kelly Evernden  | Eric Jelen       | 3-6, 6-1, 6-1 |

### Dubbelspel
| Jaar | Winnaars                          | Runners-up                      | Score         |
| ---- | --------------------------------- | ------------------------------- | ------------- |
| 1992 | Steve DeVries David Macpherson    | Patrick McEnroe Jonathan Stark  | 6-4, 6-4      |
| 1991 | Todd Woodbridge Mark Woodforde    | John Fitzgerald Glenn Michibata | 7-6, 6-3      |
| 1990 | Jason Stoltenberg Todd Woodbridge | Brian Garrow Mark Woodforde     | 2-6, 6-4, 6-4 |
| 1989 | Darren Cahill Mark Kratzmann      | Broderick Dyke Simon Youl       | 6-4, 5-7, 6-0 |
| 1988 | Eric Jelen Carl-Uwe Steeb         | Grant Connell Glenn Michibata   | 6-4, 6-1      |
| 1987 | Matt Anger Kelly Evernden         | Broderick Dyke Wally Masur      | 7-6, 6-2      |

ITF-toernooien (mannen en vrouwen)

ATP-toernooien (mannen) – ATP-seizoen 2025

WTA-toernooien (vrouwen) – WTA-seizoen 2025

Voormalige toernooien mannen
Voormalige toernooien vrouwen
Voormalige amateurtoernooien
1987 · 1988 · 1989 · 1990 · 1991 · 1992